# Backmasking
La technique du backmasking, ou backward masking consiste à enregistrer des sons ou des messages à l'envers sur une piste musicale. Un message trouvé par inversion phonétique peut être involontaire et ne pas relever de cette technique.
Cette technique a été popularisée par les Beatles, qui ont utilisé des instruments (dont la voix) enregistrés à l'envers sur leur single Rain et leur album Revolver qui a suivi, en 1966. D'autres artistes ont depuis employé ce procédé pour des raisons artistiques ou satiriques, sur des enregistrements analogiques et numériques. La technique a également servi à censurer des mots ou des expressions pour la sortie de chansons « présentables » auprès des maisons de disques ou des auditeurs non avertis.
Les messages à l'envers sont un sujet controversé aux États-Unis depuis les années 1980, lorsque des groupes chrétiens prétendirent que des artistes de rock les utilisaient dans des buts « sataniques ». Cela conduisit à des manifestations où des disques furent brûlés et à des propositions de lois devant les gouvernements des États et le gouvernement fédéral. Que ces messages existent ou non reste sujet à débat, de même que la question de savoir si le backmasking peut servir à influencer subliminalement quelqu'un.

## Histoire

### Développement
En 1877, Thomas Edison inventa le phonographe, un appareil permettant d'enregistrer et de reproduire des sons sur un cylindre en rotation avec un stylet (ou « aiguille ») attaché à un diaphragme monté à l'extrémité étroite d'un cor. En 1888, Emile Berliner inventa le disque phonographique à gravure horizontale, et son idée supplanta le phonographe d'Edison dans les années 1920 ; le brevet de Berliner expira en 1918, ce qui permit à d'autres de reprendre librement son invention.
Outre la recréation des sons enregistrés par le placement du stylet sur le cylindre (ou le disque) et sa rotation dans le même sens que durant l'enregistrement, on pouvait entendre des sons différents en faisant tourner le support en sens inverse. En 1878, Edison nota que, lorsqu'on la joue à l'envers, « la chanson reste mélodieuse en de nombreux cas, et certains des accords sont doux et originaux, mais totalement différents de la chanson reproduite correctement ». L'écoute de disques à l'envers était conseillée aux apprentis magiciens par l'occultiste Aleister Crowley, qui suggérait dans son livre Magick (Book 4) qu'un adepte « s'entraîne lui-même à penser à l'envers par des moyens externes », l'un d'eux étant d'« écouter des disques phonographiques, inversés ».

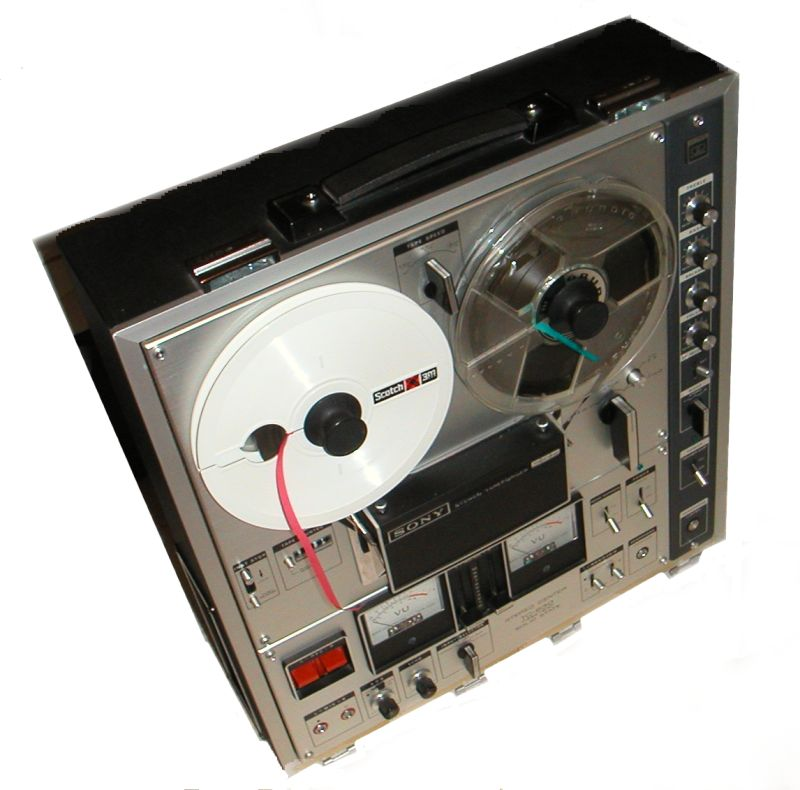
Les magnétophones permirent l'enregistrement de messages à l'envers en studio.

Les années 1950 virent le développement de la musique concrète, une forme avant-gardiste de musique atonale qui comprend le montage de fragments de sons naturels et industriels, ainsi que l'usage de plus en plus répandu des magnétophones dans les studios d'enregistrement. Ces deux événements conduisirent à des compositions sur bande, réalisées à l'aide de techniques comme le retournement physique des bandes.
Les Beatles, qui introduisirent des éléments de musique concrète dans certains de leurs titres, furent à l'origine de la popularisation de l'enregistrement à l'envers. Le chanteur John Lennon et le producteur George Martin ont tous deux déclaré être à l'origine de la découverte de cette technique, durant l'enregistrement de l'album Revolver, en 1966, et notamment des chansons Tomorrow Never Knows et I'm Only Sleeping, ainsi que du single Rain. Lennon a déclaré avoir accidentellement joué les bandes de Rain à l'envers, sous l'influence de la marijuana, et avoir apprécié le son. Le lendemain, il fit écouter sa découverte aux autres Beatles, et l'effet fut employé pour la première fois intentionnellement pour le solo de guitare de Tomorrow Never Knows, puis dans la coda de Rain,. D'après Martin, le groupe expérimentait avec les changements de vitesse et l'inversion des bandes durant la conception de Tomorrow Never Knows, et Martin eut l'idée d'inverser le chant et la guitare de Lennon, ce qu'il fit à partir d'un clip de Rain ; Lennon aurait aimé l'idée et se la serait appropriée,. Quoi qu'il en soit, Rain fut la première chanson à inclure un message à l'envers : « Sunshine... Rain... When the rain comes, they run and hide their heads » (« Soleil... pluie... Quand la pluie arrive, ils courent et se cachent la tête »), cette dernière phrase correspondant au premier vers de la chanson.

### Rumeurs
Les Beatles furent impliqués dans la révélation du backmasking à la fois en tant que technique d'enregistrement et source de controverse. Cette dernière naquit en 1969, lorsque le DJ Russ Gibb, de WKNR-FM, reçut un appel téléphonique d'un certain « Tom », étudiant à l'Université d'Eastern Michigan. L'auditeur demandait à Gibb s'il savait qu'une rumeur prétendait que Paul McCartney était mort, et affirmait que la chanson des Beatles Revolution 9 contenait un message à l'envers confirmant cette rumeur. Gibb passa la chanson à l'envers sur sa platine et entendit « Turn me on, dead man… turn me on, dead man… turn me on, dead man… » (« Excite-moi, homme mort »). Gibb commença à parler à ses auditeurs de ce qu'il appelait « le grand complot », et plusieurs « indices » vinrent s'ajouter à l'original, notamment le prétendu message à l'envers disant « Paul is a dead man, miss him, miss him, miss him » (« Paul est un homme mort, il me manque… ») dans I'm So Tired. Cette légende urbaine au sujet de la mort de McCartney a popularisé l'idée des messages cachés dans la musique populaire.
À la suite de l'émission de Gibb, on découvrit que de nombreuses autres chansons contenaient des messages audibles lorsqu'elles étaient passées à l'envers. À l'origine, ces recherches étaient surtout le fait de fans de rock, mais à la fin des années 1970, avec l'émergence de la droite chrétienne aux États-Unis, des groupes chrétiens fondamentalistes commencèrent à affirmer que les messages à l'envers pouvaient traverser l'esprit conscient et atteindre le subconscient, où ils seraient assimilés par l'auditeur à son insu. En 1981, le DJ chrétien Michael Mills commença à affirmer, dans des émissions de radio chrétiennes, que la chanson Stairway to Heaven de Led Zeppelin contenait des messages cachés qu'entendait le subconscient. Début 1982, Paul Crouch, du Trinity Broadcasting Network, présenta une émission avec le soi-disant neurologue William Yarroll, qui affirma que les artistes de rock coopéraient avec l'Église de Satan pour dissimuler des messages subliminaux sur leurs disques. La même année, le pasteur fondamentaliste Gary Greenwald tint des conférences sur les dangers des messages cachés, avec, en au moins une occasion, une destruction massive de disques. Toujours en 1982, trente adolescents de Caroline du Nord, conduits par leur pasteur, proclamèrent que des chanteurs avaient été possédés par Satan, qui utilisait leurs voix pour créer des messages cachés, et ils organisèrent un autodafé de disques à leur église.
Des allégations de messages cachés démoniaques furent également émises par des psychologues sociaux, des parents, et des critiques de rock, ainsi que le Parents Music Resource Center, fondé en 1985, qui accusait Led Zeppelin d'utiliser des messages cachés pour promouvoir le satanisme. Le 28 avril 1982, dans CBS Evening News, Dan Rather débattit de la découverte de possibles messages cachés, et diffusa des passages à l'envers de chansons de Led Zeppelin, Electric Light Orchestra et Styx.

### Législation
Une conséquence du scandale fut le renvoi de cinq animateurs qui avaient encouragé leurs auditeurs à chercher des messages cachés dans leurs disques. Il eut des effets plus sérieux sur les législations des gouvernements de l'Arkansas et de Californie. Un projet de loi fut proposé en Californie en 1983 pour lutter contre le backmasking, qui « peut manipuler notre comportement à notre insu et sans notre consentement, et faire de nous des disciples de l'Antéchrist ». Le débat autour du projet de loi impliqua l'audition d'un comité de protection des consommateurs à l'Assemblée d'État de Californie, durant laquelle Stairway to Heaven fut diffusée à l'envers, et durant laquelle William Yaroll[Qui ?] témoigna. La loi fut votée, et fit de la distribution de disques contenant des messages à l'envers non signalés une intrusion dans la vie privée pour laquelle le distributeur pouvait être poursuivi. La loi de l'Arkansas fut votée à l'unanimité en 1983, faisant référence à des albums des Beatles, de Pink Floyd, Electric Light Orchestra, Queen et Styx, et ordonna que les disques concernés soient commercialisés avec un autocollant d'avertissement disant : « Attention, ce disque contient des messages à l'envers qui peuvent être perceptibles à un niveau subliminal lorsque le disque est joué normalement ». Cependant, la proposition de loi fut retournée au Sénat de l'État par le gouverneur Bill Clinton, et rejetée. La résolution 6363, introduite à la Chambre des représentants en 1982 par Bob Dornan (républicain, Californie), proposait de rendre obligatoire un label similaire ; la proposition de loi, envoyée devant le sous-comité au Commerce, au Transport et au Tourisme, ne fut jamais votée. On fit également appel à une action du gouvernement dans les législatures du Texas et du Canada.
Entre l'avènement du disque compact dans les années 1980 et l'arrivée de technologies d'édition sonore sur les ordinateurs personnels dans les années 1990, il devint plus difficile d'écouter les albums à l'envers, et la controverse s'éteignit.

### Résurgence
Si la controverse portant sur les messages à l'envers atteignit son apogée dans les années 1980, la croyance générale dans la manipulation subliminale se répandit davantage aux États-Unis durant la décennie suivante, et la croyance en l'existence de messages sataniques sur des albums persista dans les années 1990. Simultanément, le développement de logiciels d'édition sonores, avec des fonctionnalités de lecture inversée, rendit la chose plus accessible, alors qu'on ne pouvait le faire auparavant avec une fidélité maximale qu'en utilisant un magnétophone professionnel. Le Magnétophone, présent sur Microsoft Windows depuis Windows 95, permet la lecture inversée en un clic, de même que le logiciel d'édition sonore open source Audacity. Avec la croissance d'Internet, les pisteurs de messages cachés utilisèrent ces logiciels pour créer des sites avec des échantillons de musique inversée, ce qui devint une méthode largement répandue pour explorer le backmasking en musique populaire.

## Usage
Le backmasking est une technique d'enregistrement utilisée depuis les années 1960. À l'époque des bandes magnétiques, il fallait que la bande originale, placée sur une bobine, soit effectivement jouée à l'envers ; pour ce faire, il fallait d'abord l'enrouler autour de la bande enrouleuse originale, puis inverser les bobines afin d'utiliser celle-ci comme source (ce qui inverse également les canaux stéréo). L'enregistrement numérique a grandement simplifié l'opération.
Les messages inversés forment un bruit inintelligible lorsqu'ils sont joués à l'endroit, mais deviennent clair lorsqu'on les joue à l'envers. Pour écouter un message à l'envers avec une platine, il faut généralement désengager le bras et faire tourner manuellement le disque à l'envers (quoique certains modèles intègrent la possibilité de jouer les disques à l'envers). Avec les bandes magnétiques, la bande doit être retournée et replacée dans la cassette. À l'origine, les disques compacts étaient difficiles à lire à l'envers, mais les logiciels d'édition audio, introduits dans les années 1980 et popularisés durant la décennie suivante, permettent aisément d'inverser un enregistrement à partir de sources numériques

### Messages sataniques
Si la controverse des messages sataniques concernait surtout des chansons de rock « classique », dont les auteurs niaient toute volonté de promouvoir le satanisme, le backmasking a effectivement été utilisé par des groupes de heavy metal pour introduire des messages sataniques dans leurs paroles ou leur imagerie. Néanmoins, la majorité des groupes véhiculant une image sataniste ne le sont clairement pas, et beaucoup n'ont utilisé cette image qu'à titre promotionnel. Ainsi, le groupe britannique Venom, sur son premier album Welcome to Hell (1981), a inclus en intro et outro de la chanson In League With Satan des murmures qui sont en fait un message inversé : passés à l'envers, les murmures deviennent « Satan – Raised in Hell – I'm gonna burn your soul – Crush your bones – I'm gonna make you bleed – You gonna bleed for me » (« Satan – Élevé en Enfer – Je vais brûler ton âme – Broyer tes os – Je vais te faire saigner – Tu vas saigner pour moi »). De même, le groupe de thrash metal Slayer introduisit au début de son album Hell Awaits (1985) un message à l'envers : une voix profonde répétant « Join Us » (« Rejoignez-nous ») de plus en plus fort pendant une minute, jusqu'à ce qu'une autre voix dise « Welcome Back » (« Bon retour »),,. Cependant, Tom Araya, le chanteur du groupe, affirme que l'emploi de l'imagerie satanique était « seulement pour l'effet ». Cradle of Filth, autre groupe ayant fait usage de l'imagerie sataniste, a sorti une chanson intitulée Dinner at Deviant's Palace, presque entièrement composée de sons d'ambiance et d'une lecture à l'envers du Notre Père, censée être un élément essentiel d'une messe noire,.

### Usage artistique
Le backmasking est souvent utilisé dans un but esthétique, afin d'améliorer le sens ou le son d'une chanson. Durant le procès des messages subliminaux de Judas Priest, le chanteur Rob Halford admit avoir enregistré la phrase « In the dead of the night, love bites » (« Au cœur de la nuit, l'amour mord ») à l'envers sur le titre Love Bites de l'album Defenders of the Faith (1984). Lorsqu'on lui demanda pourquoi il avait enregistré ce message, Halford déclara que « lorsque vous composez des chansons, vous êtes sans cesse à la recherche de nouvelles idées, de nouveaux sons ».
Un exemple célèbre de message caché se trouve dans la chanson de Pink Floyd Empty Spaces, sur l'album The Wall : « Congratulations. You've just discovered the secret message. Please send your answer to Old Pink, care of the funny farm, Chalfont. » (voix dans le fond :) « Roger! Carolyn's on the phone! » (« Félicitations. Vous venez de découvrir le message caché. Merci d'expédier votre réponse à Old Pink, résidant à la drôle de ferme, Chalfont. / Roger ! Carolyn au téléphone ! »). Ce message fait peut-être référence à l'ancien leader du groupe, Syd Barrett, frappé de folie quelques années plus tôt, ce qui ferait de la « funny farm » un hôpital psychiatrique.
Une technique courante consiste à inverser une autre partie de la chanson  elle a par exemple utilisée par Missy Elliott (Work It), Jay Chou (You Can Hear), At the Drive-In (300 MHz) ou Lacuna Coil (Self Deception). Une technique proche est d'inverser la totalité d'une piste instrumentale, ce que John Lennon voulait faire à l'origine avec Rain, mais George Martin et Paul McCartney s'y opposèrent, si bien que la section inversée ne dure que 30 secondes. Les Stone Roses ont fait un usage extensif de cette technique dans leurs chansons, notamment Don't Stop, Guernica et Simone, qui sont toutes des versions inversées d'autres chansons des Stone Roses, parfois avec un nouveau chant superposé.
Les artistes utilisent souvent le backmasking dans l'espoir de produire des effets sonores intéressants,, comme l'écho inversé. Ces effets sont parfois directement enregistrés sur une bande qui tourne à l'envers (on parle de reverse tape effect), comme c'est le cas sur l'album de Matthew Sweet In Reverse (1999), sur lequel la guitare fut enregistrée selon ce procédé. En concert, ces parties de guitare étaient jouées avec l'aide d'un émulateur.
Alan Stivell utilise cette technique sur son album Harpes du Nouvel Âge (1985), pour deux intermèdes intitulés Dor I et Dor II.[réf. nécessaire]
Le groupe canadien Klaatu utilisa la piste de chant inversée de leur chanson Anus from Uranus comme piste de chant d'une autre chanson, Silly Boys, allant jusqu'à inclure une tentative de retranscription des paroles inversées dans le livret, donnant un résultat incompréhensible et dénué de sens.

### Messages humoristiques et parodiques

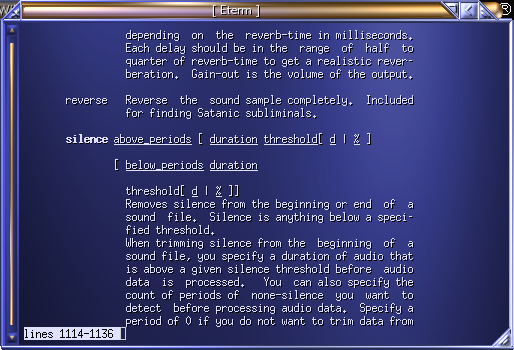
Le manuel du logiciel de conversion de son SoX indique en plaisantant que la fonction « reverse » a été « incluse pour découvrir des messages subliminaux sataniques ».

Le groupe Styx, accusé d'avoir produit des chansons contenant des messages sataniques, inclut un véritable message caché dans son album Kilroy Was Here : « Annuit Coeptis, Novus Ordo Seclorum ».

Le backmasking est régulièrement utilisé pour dissimuler un message comique ou parodique dans une chanson. La face B du single de Napoleon XIV They're Coming to Take Me Away Ha-Haaa! (1966) se composait d'une version inversée de la chanson tout entière, intitulée !aaaH-aH ,yawA eM ekaT oT gnimoC er'yehT. Le single se classa troisième aux États-Unis et quatrième au Royaume-Uni. Dans sa chanson Nature Trail to Hell (1984), Weird Al Yankovic déclare à l'envers « Satan eats Cheez Whiz » (« Satan mange du Cheez Whiz », un condiment à base de fromage). On peut encore trouver un exemple de message humoristique dans la chanson No Anchovies, Please du J. Geils Band (1980), dans laquelle une voix affirme que « It doesn't take a genius to tell the difference between chicken shit and chicken salad » (« Pas besoin d'être un génie pour faire la différence entre une merde de poulet et une salade de poulet »).
À la suite de leur implication dans la controverse satanique des années 1980, Electric Light Orchestra et Styx produisirent des chansons moquant les attaques qu'ils avaient subies. Accusés d'avoir inclus des messages sataniques sur leur album Eldorado (1974), ELO inséra deux véritables messages cachés dans son album suivant, Face the Music (1975) : Down Home Town commence avec une voix répétant deux fois (à l'envers) « Pass the mighty waterfall » (« Franchissez la majestueuse cascade »), et l'instrumental Fire On High contient un message caché disant « The music is reversible, but time is not. Turn back! Turn back! Turn back! » (« La musique peut être inversée, mais pas le cours du temps. Demi-tour ! Demi-tour ! Demi-tour ! ». En 1983, ELO sortit un album entier, Secret Messages, en réponse à la controverse, contenant d'innombrables messages cachés, parmi lesquels « Welcome to the big show » (« Bienvenue au grand spectacle » ; deux fois), « Thank you for listening » (« Merci d'écouter »), « Look out, there's danger ahead » (« Attention, danger en vue »), « Hup two three four » (« Hop deux trois quatre »), « Time after time » (« De temps à autre ») ou « You're playing me backwards » (« Vous êtes en train de m'écouter à l'envers »).
La même année, Styx sortit l'album Kilroy Was Here, qui évoque un groupe appelé « Majorité pour la Morale Musicale » ayant pour objectif de rendre le rock illégal. Un autocollant sur la pochette de l'album indique que « sur ordre de la Majorité pour la Morale Musicale, cet album contient des messages cachés », et la chanson Heavy Metal Poisoning contient effectivement, à l'envers, les mots « Annuit Coeptis, Novus Ordo Seclorum » (« Dieu a favorisé nos entreprises ; un nouvel ordre pour les âges »), expressions présentes au revers du Grand sceau des États-Unis d'Amérique que l'on retrouve sur le billet de un dollar.
Toujours en 1983, l'album d'Iron Maiden Piece of Mind inclut également un message caché en réponse aux accusations de satanisme portées à l'encontre du groupe.[réf. nécessaire] Entre les chansons The Trooper et Still Life, le batteur Nicko McBrain imite Idi Amin Dada, puis rote.
Certains messages s'adressent directement à l'auditeur qui écoute la chanson à l'envers, en se moquant de lui. Dans sa chanson I Remember Larry, « Weird Al » Yankovic déclare : « Wow, you must have an awful lot of free time on your hands » (« Ouah, tu dois terriblement t'ennuyer »). De la même façon, la chanson Detour Through Your Mind des B-52's contient le message « I buried my parakeet in the backyard. Oh no, you're playing the record backwards. Watch out, you might ruin your needle. » (« J'ai enterré ma perruche dans l'arrière-cour. Oh non, vous jouez le disque à rebours. Faites attention, vous pourriez abîmer votre aiguille. »). Le groupe de rock chrétien Petra inclut dans sa chanson Judas Kiss le message « What are you looking for the Devil for, when you ought to be looking for the Lord? » (« Pourquoi cherchez-vous le Diable alors que vous devriez chercher le Seigneur ? »).
Le groupe Mindless Self Indulgence sortit en 2000 (sur l'album Frankenstein Girls Will Seem Strangely Sexy) une chanson intitulée Backmask contenant les paroles (à l'endroit) : « Play that record backwards / Here's a message yo for the suckas / Play that record backwards / And go fuck yourself » (« Jouez ce disque à l'envers / Voici un message pour les crédules / Jouez ce disque à l'envers / Et je vous encule »). Les messages à l'envers dans la chanson contiennent notamment « clean your room », « do your homework », « don't stay out too late », et « eat your vegetables » (« range ta chambre », « fais tes devoirs », « ne sors pas trop tard », « mange tes légumes »),.
La technique du backmasking a également été parodiée en 2001 dans un épisode de la série Les Simpson intitulé Bart et son boys band. Bart Simpson rejoint un boys band, appelé Party Posse, dont la chanson Drop da Bomb ("Lâche la bombe") contient à plusieurs reprises les paroles « Yvan eht nioj » (« Eniram al snad suov-zegagne »). Lisa Simpson se doute de quelque chose, joue la chanson à l'envers et découvre le message « Join the Navy » (« Engagez-vous » dans la version française), ce qui l'amène à réaliser que le boys band a été recruté pour former un outil de recrutement subliminal pour la marine américaine.

### Messages critiques ou explicites

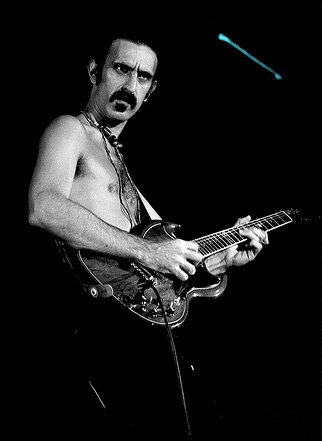
Frank Zappa utilisa la technique du backmasking pour éviter la censure.

La technique du backmasking a aussi été utilisée pour enregistrer des phrases trop critiques ou explicites pour être incluses dans la version jouée à l'endroit, et ainsi contourner la censure. Frank Zappa utilisa cette technique pour éviter la censure de sa chanson Hot Poop sur l'album We're Only in It for the Money (1968). La chanson contient à la fin de sa face A le message à l'envers « Better look around before you say you don't care / Shut your fucking mouth 'bout the length of my hair / How would you survive / If you were alive / shitty little person? » (« Jette un coup d’œil avant de dire que tu t’en fous / Ferme ta putain de gueule à propos de la longueur de mes cheveux / Comment survivrais-tu, si tu étais vivante, petite personne merdique ? »). Ces vers, écrits à l'origine pour la chanson Mother People, ont été refusés par Verve Records car jugés trop vulgaires. Zappa les a donc réintroduits, inversés, dans la chanson Hot Poop (ironiquement, même dans la version inversée le mot « fucking » est censuré).
On peut trouver un autre exemple dans l'album Amused to Death (1991) de Roger Waters, où le musicien enregistra un message à l'envers, vraisemblablement une critique envers le réalisateur Stanley Kubrick, qui lui avait refusé l'autorisation de faire figurer sur un de ses morceaux un échantillon du bruit de respiration audible à la fin de son film 2001, l'Odyssée de l'espace. Le message se trouve dans la chanson Perfect Sense Part 1, où la voix de Waters chante à l'envers : « Julia, however, in light and visions of the issues of Stanley, we have changed our minds. We have decided to include a backward message, Stanley, for you and all the other book burners. » (« Julia, cependant, à la lumière et à la vue des problèmes avec Stanley, nous avons changé d'avis. Nous avons décidé d'inclure un message à l'envers, Stanley, pour toi et tous les autres brûleurs de livres. »).

### Censure
La technique du backmasking est également utilisée pour censurer des mots ou des phrases jugées inappropriées pour les versions Radio Edit et les versions « épurées » d'albums aux paroles sujettes à controverse. Par exemple, la version épurée de l'album The Score des Fugees contient les mêmes grossièretés, simplement inversées. Ainsi, lorsque l'album est joué à l'envers, les mots censurés peuvent être clairement entendus au milieu du charabia constitué par le reste des paroles inversées. Appliquée au mot « shit » (« merde »), ce type de backmasking donne un son proche de « ish » ; en conséquence de la généralisation de ce procédé sur les versions « présentables » d'albums de hip-hop, « ish » est devenu un euphémisme courant pour « shit ».
Ce procédé peut aussi faire apparaître par hasard des mots courants et ainsi modifier le sens de la phrase d'origine, pouvant avoir un effet comique non intentionnel ; ainsi, dans la chanson Till the World Ends sortie en 2011, Britney Spears chante « if you want this good shit » (« si vous voulez cette bonne merde »), mais sur la version radio-edit, « shit » est inversé pour obtenir le son "ish", et on entend donc « if you want this good ish » (« si vous le voulez assez bien »).
La technique du backmasking est également utilisée pour censurer le mot « joint » dans le clip de la chanson You Don't Know How It Feels de Tom Petty, ce qui donne le vers « Let's roll another tnioj » (« Roulons-nous un autre tnioj »).

## Accusations
Parmi les artistes accusés d'avoir utilisé le backmasking, on peut citer : Led Zeppelin, The Beatles, Pink Floyd, Electric Light Orchestra, Queen, Styx, AC/DC, Judas Priest, The Eagles, The Rolling Stones, Jefferson Starship, Black Oak Arkansas, Rush, Britney Spears et Eminem.
Electric Light Orchestra a été accusé de cacher un message satanique, en utilisant la technique du backmasking, sur son album Eldorado de 1974. La chanson éponyme, Eldorado, comportait supposément « He is the nasty one / Christ, you're infernal / It is said we're dead men / Everyone who has the mark will live » (« C'est lui l'affreux / Christ, tu es démoniaque / Il est dit que nous sommes des hommes morts / Tous ceux qui portent la marque vivront »). Le chanteur et parolier du groupe, Jeff Lynne, répondit en appelant ces accusations des « skcollob » (mot inversé pour « bollocks », soit « sdrabob / bobards » en français), et en expliquant que ce message « est totalement inventé par tous ceux qui disent : “C'est ce que ça dit !”. Ca ne dit rien de la sorte. ». Par la suite, le groupe introduisit intentionnellement plusieurs messages en backmasking sur l'album Secret Messages, en réponse à ces accusations.
En 1981, le groupe Styx fut accusé d'avoir inséré le message en backmasking « Satan moves through our voices » (« Satan existe par nos voix ») sur la chanson Snowblind de l'album Paradise Theater. Le guitariste James Young qualifia ces accusations d'« ordurières » et répondit : « Si nous souhaitons faire passer un message, nous le ferons sous une forme que les gens puissent tous comprendre, et pas sous une forme qui oblige à acheter un lecteur de cassettes à 400 $ pour nous comprendre ». En 1983, le groupe sortit un album-concept, Killroy was Here, parodiant la Moral Majority.
Un exemple célèbre de supposé message en backmasking est celui de la chanson de 1971 de Led Zeppelin, Stairway to Heaven. Une partie de la chanson jouée à l'envers laisse prétendument entendre des paroles commençant par « Here's to my sweet Satan » (« Voici pour mon doux Satan »). Le groupe a pour l'essentiel ignoré de telles allégations. En réponse, Swan Song Records a expliqué que leurs « plaques tournantes ne jouent que dans une seule direction – en avant ». L'ingénieur audio de Led Zeppelin, Eddie Kramer, a commenté ces allégations en les qualifiant de « totalement et complètement ridicules. Pourquoi passeraient-ils autant de temps à l'enregistrement pour quelque chose d'aussi stupide ? ». Robert Plant s'est exprimé avec frustration contre les accusations relayées en 1983 par le magazine Musician : « Pour moi c'est très triste, car Stairway to Heaven a été écrite avec les meilleures intentions, et pour ce qui est de faire des enregistrements à l'envers afin de placer des messages, ce n'est pas ma conception de la musique ».
Un autre exemple bien connu de prétendu message en backmasking est : « It's fun to smoke marijuana » (« c'est marrant de fumer de la marijuana »), dans la chanson Another One Bites the Dust de Queen, Ces accusations sont démenties de la même façon par le porte-parole du groupe.

### Message subliminal

#### Groupes Chrétiens Fondamentalistes
Différents groupes fondamentalistes chrétiens ont déclaré que Satan (et les musiciens influencés par Satan) utilisait les messages en backmasking afin d'altérer le comportement des gens de façon subliminale. Le pasteur Gary Greenwald prétendit que les messages subliminaux en backmasking dans le rock poussaient ceux qui les écoutent vers le sexe et la drogue. Le pasteur Jacob Aranza écrivit dans son livre intitulé Les messages en backmasking démasqués, publié en 1982, que les groupes de rock « utilisent la technique du backmasking pour véhiculer des messages sataniques ou relatifs aux drogues vers le subconscient ». Le DJ chrétien Michael Mills argumenta en 1981 que « l'esprit subconscient est réellement affecté par la répétition du rythme et des paroles à travers les messages subliminaux ». Mills a fait une tournée en Amérique du Nord pour prévenir les parents chrétiens des messages subliminaux dans le rock.
Plusieurs sites internet chrétiens ont déclaré que la technique du backmasking est largement utilisée pour répandre des messages sataniques. Le site internet du groupe Dial-the-Truth Ministries en Alabama affirme l'existence d'un message satanique en backmasking dans la chanson Stairway to Heaven, commençant par « Here's to my sweet Satan » (« Voici pour mon doux Satan »).

#### Parents Music Resource Center
En 1985, le Dr. Joe Stuessy témoigna au Congrès des États-Unis, lors de l'audition du Parents Music Resource Center que :

« Le message [d'un morceau de heavy metal] peut aussi être caché ou subliminal. Parfois des paroles infrasonores sont masquées par d'autres paroles, plus fortes. Elles sont comprises par le subconscient, mais pas par le conscient directement. Parfois les messages sont audibles, mais à l'envers, par la technique du backmasking. Les experts ne s'entendent pas tous sur l'effet subliminal. Nous avons besoin de mener davantage de recherches sur le sujet. »

Le témoignage écrit de Stuessy stipule que :

« Certains messages sont présentés à ceux qui les écoutent à l'envers. Lorsque l'on écoute la chanson normalement et à l'endroit (ce qui est souvent évident, en quelque sorte), on est soumis simultanément à un message à l'envers (en d'autres termes, les paroles sonnent comme une suite de mots dans un sens, et une suite différente d'autres mots dans l'autre sens). Certains experts considèrent que pendant que l'esprit conscient intègre les paroles à l'endroit, le subconscient agit en même temps pour décoder le message à l'envers. »

#### Cas judiciaires
Le tueur en série Richard Ramirez, pendant son procès en 1988, prétendit que la musique d'AC/DC, et plus particulièrement la chanson Night Prowler de l'album Highway to Hell l'a incité à commettre des meurtres. David John Oates, un défenseur des théories pseudo-scientifiques liées aux messages à l'envers, prétendit que la chanson Highway to Hell, sur le même album, contenait des messages en backmasking, notamment : « I'm the law » (« Je suis la loi »), « my name is Lucifer » (« Mon nom est Lucifer »), et « she belongs in Hell » (« sa place est en Enfer »). Angus Young, guitariste du groupe, répondit : « Vous n'avez pas besoin de jouer [l'album] à l'envers, parce que nous ne cachons rien. Nous avons appelé un album Highway to Hell, ça devrait être assez clair pour eux ». Le nom même du groupe a été suspecté de signifier « Anti Christ / Devil's Child » (« Antéchrist / Fils du Diable »).
En 1990, le groupe anglais de heavy metal Judas Priest a été poursuivi en justice dans une affaire de pacte suicidaire entre deux jeunes hommes au Nevada. Les avocats des familles des victimes prétendirent que l'album du groupe Stained Class contenait des messages subliminaux, camouflés par le procédé du backmasking, dont l'ordre « Do it! » (« Fais-le ! »), dans la chanson Better by You, Better than Me (reprise de la chanson du groupe Spooky Tooth). Le cas a été jugé sans suite pour cause de manque de preuves, et le juge précisa que « les recherches scientifiques présentées n'établissent pas que les stimuli subliminaux, même s'ils sont perçus, peuvent induire des comportements de cette amplitude. Il existe d'autres facteurs qui expliquent la conduite des victimes, et qui sont indépendants d'éventuels stimuli subliminaux ». Les membres du groupe Judas Priest commentèrent en disant que s'ils avaient souhaité inclure des messages subliminaux, des messages conduisant à la mort de leurs fans seraient contre-productifs, et ils préféreraient insérer des messages du type « achetez plus de nos disques ».

#### Scepticisme
Le sceptique Michael Shermer prétend que ce type d'interprétation abusive, ayant abouti notamment à l'émergence d'une légende urbaine sur la mort de Paul McCartney, basée sur un prétendu message inversé à la fin de la chanson I'm So Tired, est due à une perception faussée du cadre de représentation. Shermer explique que le cerveau humain a évolué avec un sens inné très fort pour la reconnaissance de formes, nécessaire pour filtrer la grande quantité de bruit dans l'environnement, mais que ce sens conduit par ailleurs à des faux positifs, c'est-à-dire à l'identification erronée de messages signifiants dans un contenu sonore sans signification particulière, en tout cas intentionnelle. Brian Wandell, professeur en psychologie à l'Université Stanford, postule que l'observation de messages inversés est une erreur venant de ces capacités de reconnaissance de formes, et explique que les théories sur la persuasion subliminale sont « bizarres » et « non crédibles ». Les rumeurs de backmasking dans la musique populaire sont décrites comme des paréidolies auditives. James Walker, président du groupe de recherche chrétien Watchman Fellowship, déclare que « vous pouvez prendre une hymne chrétienne, et si vous le jouez à l'envers suffisamment longtemps et à différentes vitesses, vous pouvez faire dire à cette hymne ce que vous voulez ». BP Fallon, DJ irlandais et un temps publiciste de Led Zeppelin, soutient cette idée, en avançant que « vous pouvez jouer n'importe quoi à l'envers, vous trouverez quelque chose ». Eric Borgos, du site internet talkbackwards.com, avance que « mathématiquement, si vous écoutez suffisamment longtemps, à un moment vous trouverez quelque chose », alors que Jeff Milner, du site de backmasking jeffmilner.com, ajoute : « La plupart des gens, lorsque je leur fais écouter le site, disent qu'ils n'arrivent pas à comprendre quoi que ce soit, jusqu'à ce que, bien sûr, je leur montre les paroles inversées ».
Evan Olcott, ingénieur du son, déclare que les messages à l'envers décelés dans des chansons d'artistes comme Queen et Led Zeppelin sont des coïncidences, les phonèmes chantés ou parlés formant de nouvelles combinaisons de sons à l'envers. Olcott avance que « prévoir et concevoir véritablement des inversions phonétiques est presque impossible, et encore plus difficile lorsqu'on essaie de les intégrer d'une manière qui ait un sens dans une chanson ».
En 1985, deux professeurs de psychologie à l'université de Lethbridge, Dr. John Vokey et Dr. J. Don Readles, menèrent une étude à partir de divers extraits sonores, incluant le psaume 23 de la Bible, la chanson Another One Bites The Dust de Queen, et d'autres fabriqués pour l'expérience, contenant ou non des messages inversés. Vokey et Read ont conclu que même quand le backmasking est bien réel, il est sans effet. Les participants avaient des difficultés à repérer les phrases en backmasking lorsque les morceaux étaient joués en lecture normale, étaient incapables de juger du type de message caché (« chrétien », « satanique » ou « commercial »), et n'étaient pas enclins à se comporter d'une façon particulière après avoir été exposés à ces messages. Vokey conclut que « nous ne pouvons trouver aucun effet aux messages créés en backmasking sur le comportement des gens les écoutant, que ce soit consciemment ou non ». Des résultats similaires à ceux obtenus par Vokey et Read ont été obtenus par D. Averill en 1982. Une expérience menée en 1988 par T.E. Moore ne trouva « aucune preuve que les gens puissent être influencés, consciemment ou non, par le contenu écouté dans des messages en backmasking ». En 1992, une expérience conclut que l'exposition à des messages en backmasking ne menait à aucun changement significatif du comportement. Le professeur de psychologie Mark D. Allen explique que « présenter des messages subliminaux par la technique du backmasking est complètement et ridiculement impossible ».
La découverte de messages sataniques à l'envers a été expliquée comme étant causée par l'effet expérimentateur. Le Skeptic's Dictionary explique qu'« on ne comprend probablement pas de messages à l'envers jusqu'à ce que quelqu'un le pointe du doigt. La perception est influencée par ce qu'on s'attend à percevoir, et cette attente est influencée par ce que les autres vous montrent ». En 1984, S. B. Thorne et P. Himelstein trouvèrent que « lorsque de vagues et inconnus stimuli sont présentés, [les sujets de test] sont très enclins à accepter les suggestions présentées par une personne de prestige et d'autorité ». Vokey et Read concluent de leur expérience de 1985 que « la présence apparente de messages à l'envers dans la musique populaire est plus fonction de la construction active du percepteur que de l'existence des messages eux-mêmes ».

## Crédit d'auteurs
- (en) Cet article est partiellement ou en totalité issu de l’article de Wikipédia en anglais intitulé « backmasking » (voir la liste des auteurs).